# Cryptocladocera mojingensis
Cryptocladocera mojingensis är en tvåvingeart som beskrevs av Arnaud 1963. Cryptocladocera mojingensis ingår i släktet Cryptocladocera och familjen parasitflugor.
Artens utbredningsområde är Panama. Inga underarter finns listade i Catalogue of Life.